# Jan Kysela (1889)
Jan Kysela (24. června 1889 Staňkov okres Horšův Týn – 8. března 1937 Milavče u Domažlic) byl učitelem a příslušníkem československých legií v Rusku v letech 1916 až 1920. V období od července 1919 do února 1920 zastával (v hodnosti podporučíka) funkci velitele školy pro nezletilé dobrovolníky (dobrovolce) na ruské Sibiři. Za bojové zásluhy byl dekorován Křížem svatého Jiří IV. stupně.

## Život
Jan Kysela se narodil 24. června 1889 do rodiny Jana Kysely a Terezie Kyselové (rozené Felixové). Otec byl kupcem vsi Staňkov číslo popisné 60 v tehdejším okrese Horšovský Týn. Matka Terezie pocházela z městyse Staňkov číslo popisné 2. Po vychození měšťanské školy pokračoval Jan Kysela ve studiu na Učitelském a tělocvičném ústavu v Praze. Do Staňkova se vrátil po absolvování Učitelského ústavu a nastoupil zde jako učitel na obecné škole.

### První světová válka
Po vypuknutí první světové války (28. července 1914) byl Jan Kysela povolán do rakousko-uherské armády. Vojenskou službu zahájil nástupem k 7. zeměbraneckému pěšímu pluku v Plzni. Dne 29. září 1915 byl s tímto útvarem odeslán na východní frontu. Do ruského zajetí padl 7. srpna 1916 v hodnosti vojína v bojích u Stanislavi (Stanislavova).

### V čs. legiích na Rusi
Do československé revoluční armády (československých legiích na Rusi) se přihlásil 1. listopadu 1916, ale organizační problémy zapříčinily, že byl zařazen do 3. československého střeleckého pluku v hodnosti střelce až 1. května 1917 v Černovicích (pod osobním číslem 13483). O něco později byl od 3. střeleckého pluku Jana Žižky z Trocnova převelen (v hodnosti vojína) k údernému oddílu generála Kornilova při 8. ruské armádě. V období od 1. října 1917 do 28. ledna 1918 úspěšně absolvoval I. školu praporčíků v Žitomíru. Již od 28. ledna 1918 byl převelen (jako mladší důstojník) k 8. rotě 4. střeleckého pluku Prokopa Velikého. Pobočníkem velitele praporu se stal 4. července 1918, když byl předtím 20. června 1918 povýšen do hodnosti praporčíka (povýšení proběhlo rozkazem štábu první střelecké divise a jeho povýšení bylo dodatečně potvrzeno štábem armádního sboru). (De facto funkci pobočníka velitele praporu vykonával již od 20. června 1918, de iure ale až od 4. července 1918). Ve dnech 22. prosince 1918 až 26. prosince 1918 absolvoval služební cestu do Synarské a po návratu zpět k pluku byl opět zařazen do služby. Během své vojenské služby u 4. pluku byl povýšen do hodnosti podporučíka.

### Velitelem školy nezletilých dobrovolníků
Dne 26. června 1919 byl zproštěn všech povinností u své jednotky a 29. června 1919 byl odeslán do Irkutsku. Zde byl (s platností od 7. července 1919) pověřen generálem Janem Syrovým vojenským velením nad  školou pro nezletilé dobrovolníky. Podporučík Jan Kysela byl pověřen starat se o hospodaření školy; starším učitelem a správcem školy byl téhož dne určen učitel a legionář Václav Valenta od 3. lehké baterie 3. dělostřeleckého pluku. Současně (díky této nové funkci) byl Jan Kysela převelen ke štábu Československého vojska na Rusi a zapsán do seznamu důstojníků štábu první divize. Veškeré osazenstvo školy nezletilých dobrovolníků bylo 22. srpna 1919 převeleno do pravomoci Inspektora Československého vojska na Rusi (pod velení generálmajora Vladimíra Šokorova).      

### Zpátky do Československa
Škola pro nezletilé dobrovolníky byla dislokována (od 4. července 1919) v Irkutsku ve starých poschoďových dřevěných kasárnách na Zvezdočce na levém břehu řeky Angary. Od 19. září 1919 proběhl přesun celé školy vlakem do pevnostních kasáren na Ruský ostrov v zálivu Petra Velikého v Japonském moři, několik kilometrů jižně od města Vladivostok (poblíž zálivu a přístavu Zlatý roh). Tady škola pokračovala ve své činnosti od 15. října 1919 až do 16. prosince 1919, kdy školu navštívil na inspekci plukovník Oleg Svátek. Ten vykonával na Dálném východě funkci velitele důstojnické školy a byl přímým nadřízeným školy nezletilých dobrovolníků. Přímý rozkaz k evakuaci do Československa obdržela škola 19. prosince 1919 a od tohoto data se začalo osazenstvo školy připravovat na přesun do vlasti.  
Transportem číslo 15 spolu s dalšími jednotkami byla celá škola nezletilých dobrovolníků z Vladivostoku japonským zaoceánským parníkem Shunko Maru převezena do Československa. Transportní loď odplula z Vladivostoku 24. prosince 1919, plavba trvala necelé dva měsíce a do italského Terstu dorazil podporučík Jan Kysela s ostatními legionáři 12. února 1920. Z Terstu se následně vlakem dostali českoslovenští legionáři do Českých Budějovic.  

### Bojové úspěchy
V době před velením škole nezletilých dobrovolníků se Jan Kysela účastnil i celé řady vojenských operací. Dne 3. srpna 1917 byl dekorován Křížem svatého Jiří IV. stupně za aktivitu, kterou prokázal v boji jako člen úderného oddílu 8. armády ve dnech 25. června 1917 až 27. června 1917 u vsi Jamnice a Pavelce. Jan Kysela se zúčastnil také ústupového tažení z Ukrajiny (leden 1981 až únor 1918). V březnu 1918 bojoval u Bachmače. Se 4. plukem absolvoval veškeré boje proti sovětským vojskům na linii Serdobsk–Penza–Samara. Během bojů na nikolajevské frontě na sebe Jan Kysela upozornil odvážným činem. Bylo to z období strážní služby na transsibiřské magistrále, kdy se mu díky jeho statečnosti podařilo vysvobodit část jednotky z obklíčení. (Čin byl zaznamenán 22. února 1919.)  
V boji při vzetí rudými vesnice Nikolajevky na nikolajevském frontě v nejprudším boji pod kulometným ohněm protivníka v té chvíli, kdy se protivníku podařilo již obejíti naše levé křídlo, kde byl rozpoložen ten čas známý lipovský otrjad, přešel po celém frontu a osobním příkladem statečnosti a energickým vystoupením zamezil nepořádek ustupujících Lipovců, obnovil pořádek na levém křídle i začal postupně krok za krokem ustupovati, což dalo možnost střední části, která byla již obklíčena protivníkem, v pořádku ustoupiti.

Během celé jeho služby v československém vojsku na Rusi hodnotili nadřízení Jana Kyselu velmi kladně. Podle slov jeho velitele byl jako voják, „vždy na svém místě“. Při službě v poli „jako mladší důstojník i jako pobočník velitele praporu vedl si správně.“ Jan Kysela se po celou dobu působení v Rusku řádně a svědomitě věnoval řešení problémů spojených s chodem školy nezletilých dobrovolníků, životem žáků i prací personálu. 

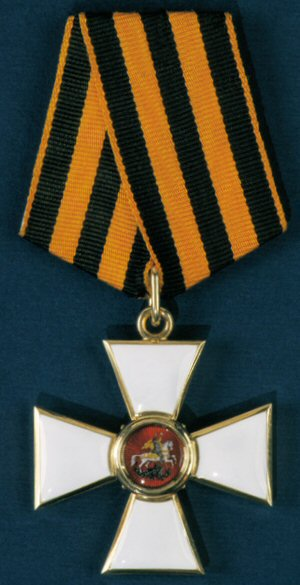
Kříž svatého Jiří IV. stupně
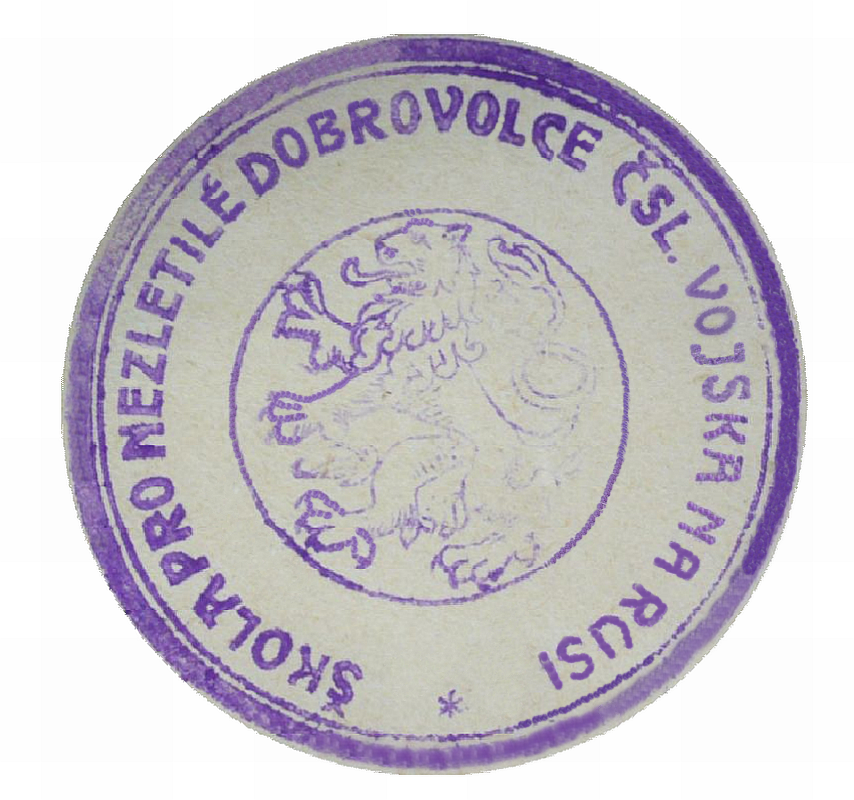
Originální razítko školy pro nezletilé dobrovolce čsl. vojska na Rusi
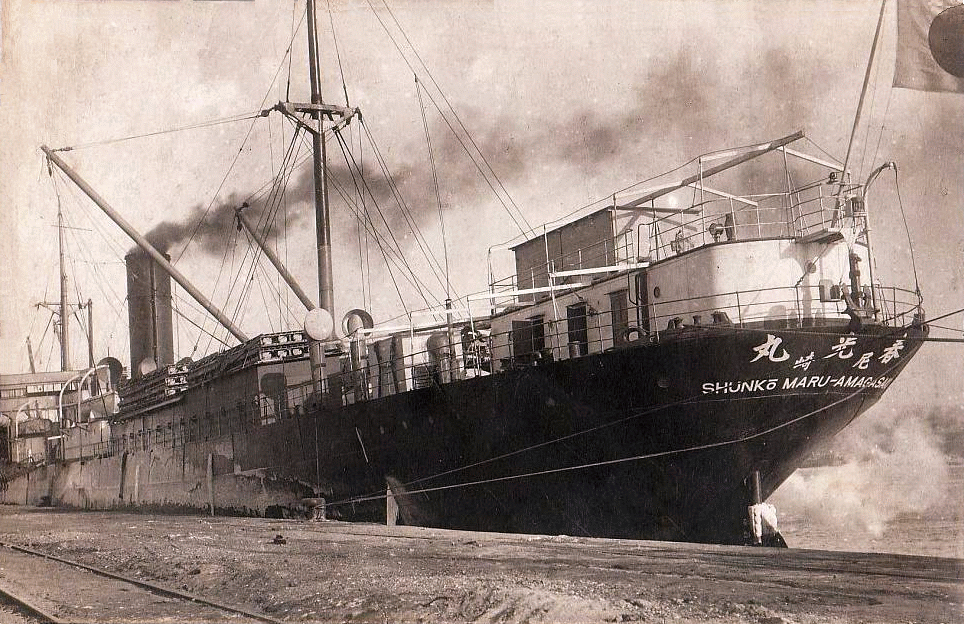
Japonská loď Shunko Maru přepravující legionáře a sirotky z Vladivostoku do Terstu

### Po návratu do Československa
Po návratu do Československa (12. února 1920) opustil funkci velitele školy nezletilých dobrovolníků a zbylé pravomoci byly dány do rukou staršího učitele Václava Valenty. Ten se nakonec postaral o závěrečné ukončení působení školy na území Československa. Jan Kysela se vrátil do Staňkova, kde začal opět vykonávat učitelské povolání a zároveň pracoval jako jednatel Staňkovské legionářské jednoty. Z pozice jednatele pomáhal místním legionářům s administrativou spojenou s vyřizováním žádostí o vydání legionářských potvrzení. 
Nedlouho po návratu z Ruska se Jan Kysela 1. června 1920 oženil ve Staňkově vsi s Marií (rozenou Vacíkovou) pocházející ze Staňkova. V polovině roku 1923 získal Kysela legionářské potvrzení na dobu od 1. května 1917 do 17. února 1920. Snažil se sice na základě dochovaných dokumentů dokázat úředníkům, že do řad čs. legionářů na Rusi byl zařazen již v roce 1916, ale v tomto ohledu nebyl úspěšný. Poslední stopa Jana Kysely pochází z legionářských novin ze dne 30. dubna 1937, kde je Jan Kysela zmiňován jako řídící učitel v Milavčích u Domažlic. Sebevraždu zastřelením spáchal kapitán v záloze Jan Kysela 8. března 1937 v Milavčích u Domažlic ve věku 47 let. Jeho tělesné ostatky byly převezeny do Staňkova, kde se konal 11. března 1937 pohřeb s vojenskými poctami.

## Galerie

Osoby související se školou nezletilých dobrovolníků
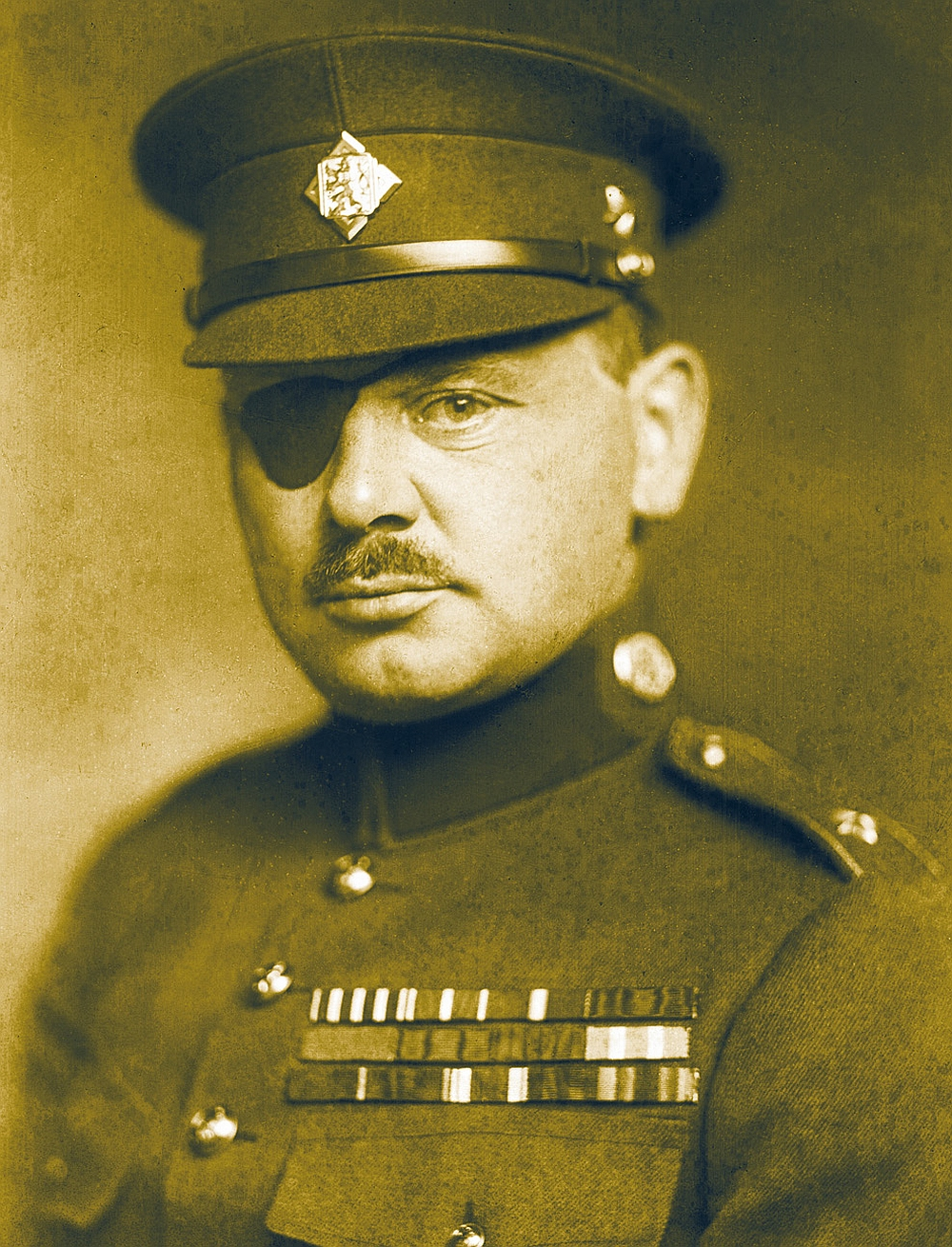
Generál Jan Syrový – velitel československého vojska v Sibiři, z jeho rozkazu škola vznikla (na poválečné fotografii)
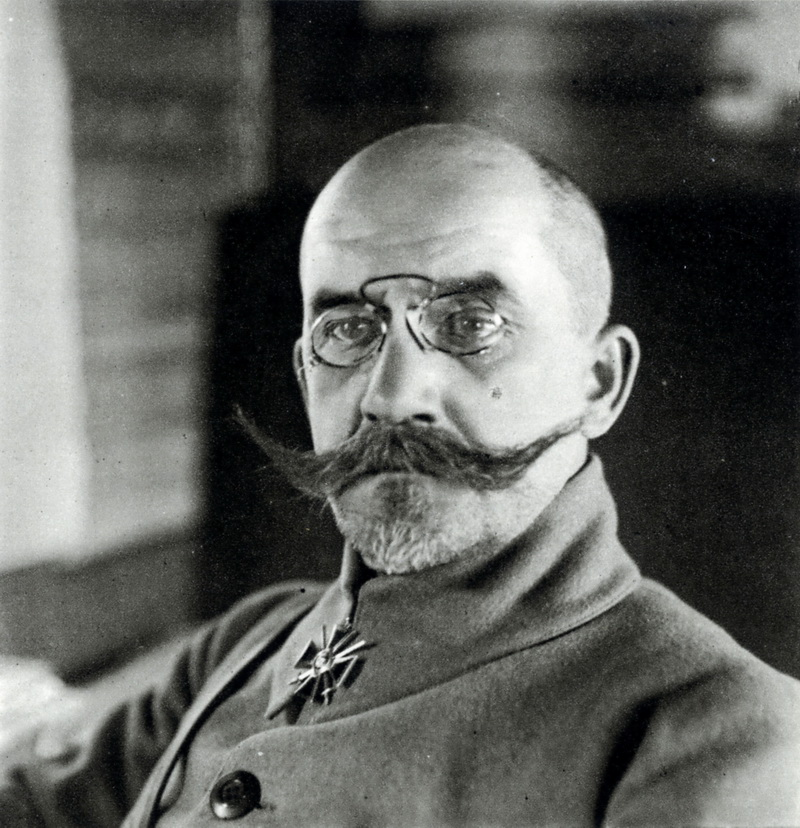
Inspektor Československého vojska na Rusi – generálmajor Vladimír Šokorov
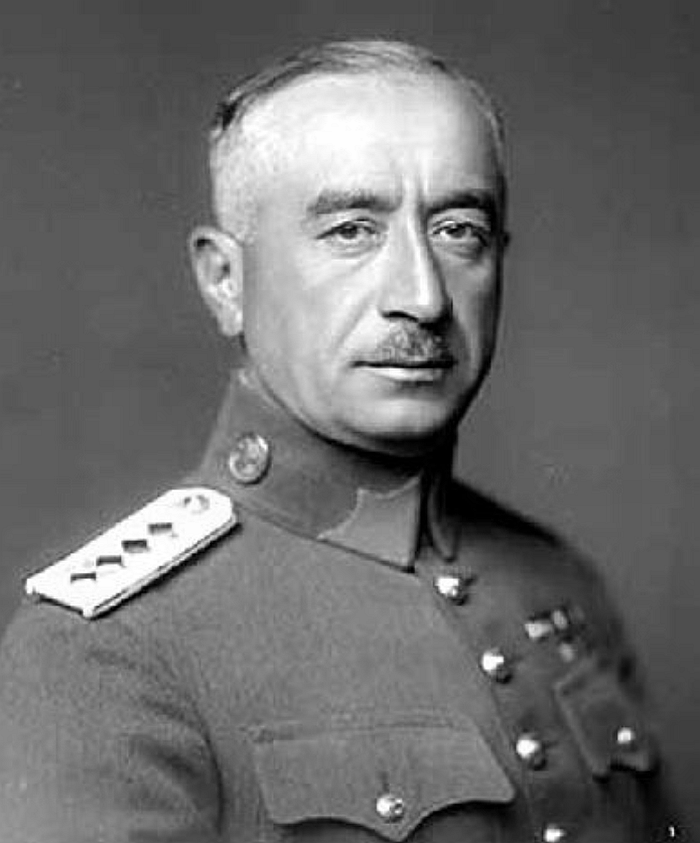
Generál Oleg Svátek – nadřízený velitel školy
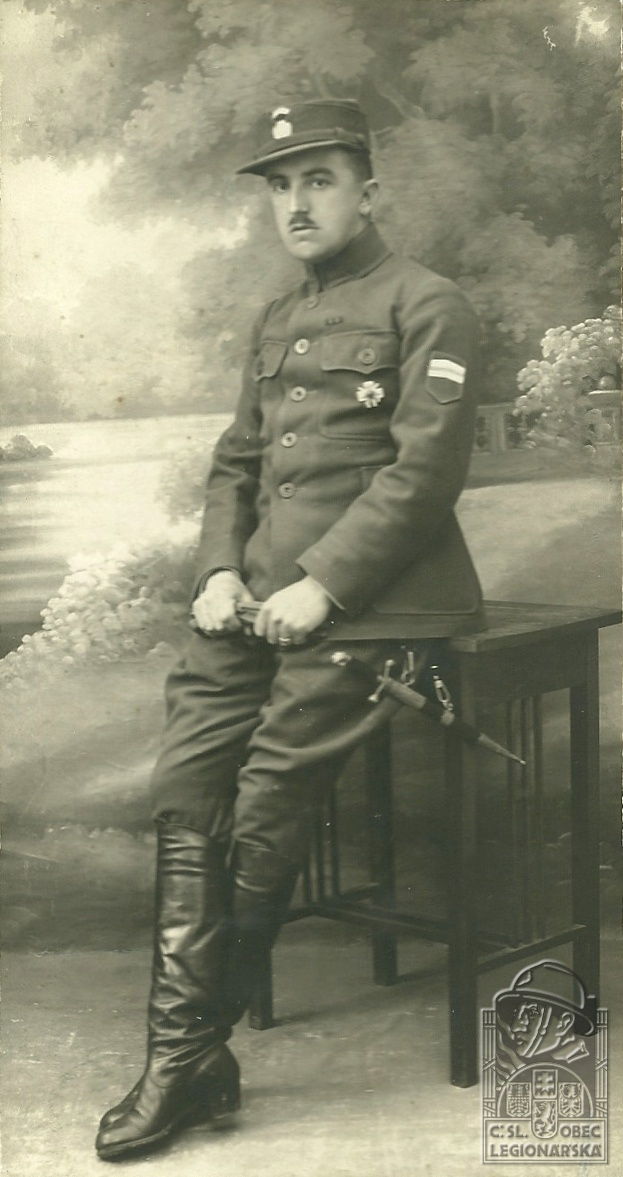
Jan Kysela – velitel školy
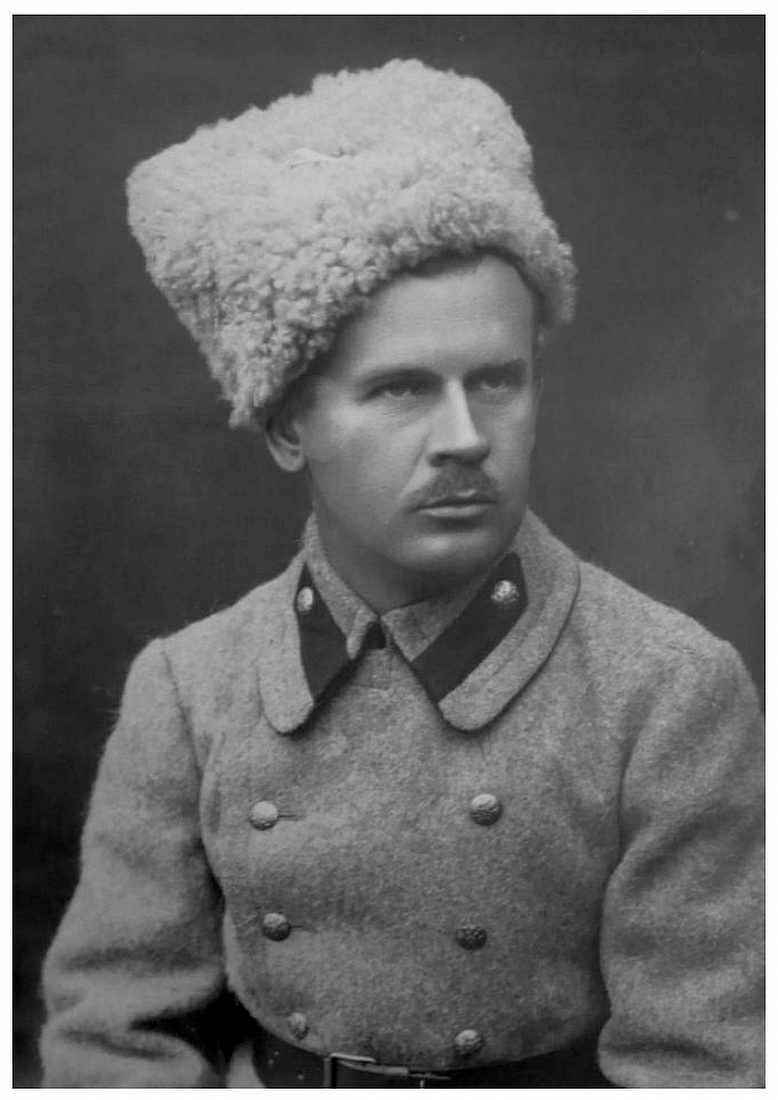
Václav Valenta – správce školy (foto: Sibiř 1918)
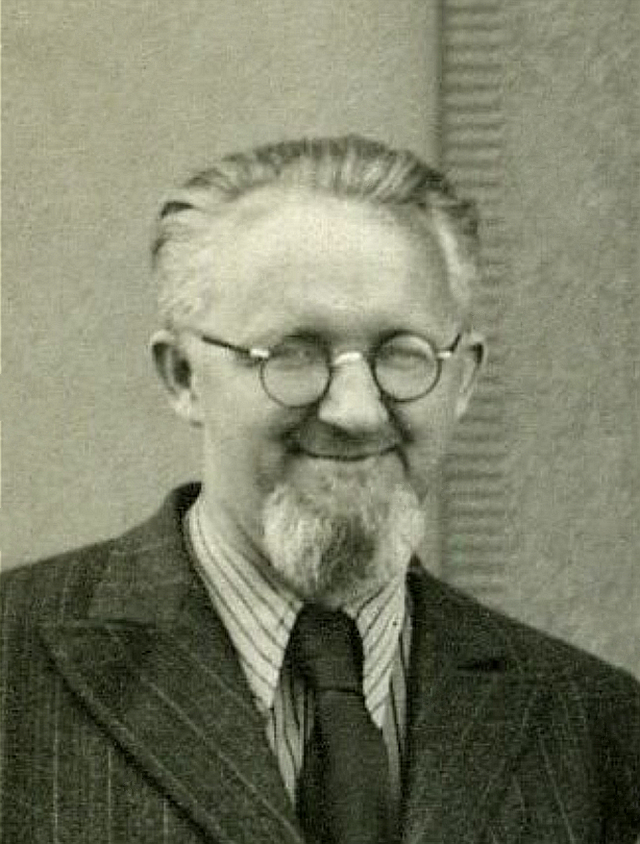
Bohumil Němeček – jeden z učitelů školy (na poválečné fotografii)